# لجنة الولايات المتحدة لفحص المعادن
لجنة الولايات المتحدة لفحص المعادن هي مؤسسة كانت تتبع للحكومة الأمريكية من عام 1792 وحتى عام 1980. مهمتها الإشراف على الفحص السنوي للذهب والفضة، (وفي سنواتها الأخيرة)- اشرفت على فحص العملات المعدنية المنتجة من ِقبل الولايات المتحدة وذلك لضمان الجودة.
كان أعضاء لجنة فحص المعادن يتم تعيينهم بالقانون للقيام بأهم أدوار الفحص الذي يتم تحديد موعده كل سنة. كان يتم اختيار أعضاء اللجنة من الأمريكيين المعروفين في مجال عملهم بالإضافة إلى علماء متخصصين بالعملات.
يتم تحديد ميعاد لجنة الفحص بشغف وذلك لأن أعضاء لجنة الفحص يتم مكافأتهم بميداليات تذكارية. تختلف هذه الميداليات النادرة كل عام، خصوصا عام 1977، فقد تم بيعها للعامة.
كانت المرة الأولى التي ُصرح بها لبدء عمل هذه اللجنة في عام 1792 . وبدأت فعلياً عام 1797 . وفي أغلب الأعوام كان يعقد الاجتماع في فيلادلفيا. في كل عام يقوم رئيس الولايات المتحدة بتحديد العاملين الغير مأجورين على عملهم والذين في مقدرتهم التجمع في فيلادلفيا للعمل هناك وضمان وزن ودقة العملات المعدنية -للعام السابق- من الذهب والفضة ومدى مطابقتها للمواصفات المطلوبة. وفي عام 1977 تم عقد اللجنة للمرة الأولى بدون أي معادن، لا ذهب ولا فضة للفحص، وكان ذلك مع نهاية استخدام العملة الفضية. في بداية عام 1977، لم يحدد الرئيس جيمي كارتر أي أعضاء للعمل، وفي عام 1980، أصدر أمراً بإلغائها تماماً.
التأسيس والأيام الأولى:
في يناير 1791، قام وزير الخزانة الكسندر هاملتون بإصدار تقرير للكونغرس يخص تأسيس مؤسسة لصك العملة. ضم تقرير هاملتون الأتي:
أن فحص وعلاج أخطاء الوزن والمزج في المعادن عند صناعة العملات المعدنية يحتاج بالضرورة إلى مؤسسة تدعم ذلك. والنظام الذي سيتبع لذلك يجب أن يكون منسق. وسوف يتم استخراج هذا التقرير الخاص بصك العملة من إنجلترا. عدد معين من القكع المعدنية الذهبية سوف يتم أخذه من كل خمسة عشر قطعة ذهبية. ٌتخون بأمان في دار سك النقود في صندوق قوي ومحكم يسمى بيكس. يتم فتح هذا الصندوق كل فترة في وجود المستشار المالي وموظفين الخزنة وأخرون وأجزاء مختلفة من المعادن تم اختيارها لُتصهر معا ثم يتم معايرة الكتلة عن طريق شركة متخصصة في فحص المشغولات الذهبية.... ويبدو أن البيان واضح.